# Херодинов, Владимир Алексеевич
Владимир Алексеевич Херодинов (20 июля 1938, Котовск, Тамбовская область — 22 июня 1990, Горький) — советский лётчик-испытатель. Заслуженный лётчик-испытатель СССР, подполковник авиации (1988).

## Биография
Родился в 1938 году в городе Котовск.
Там же окончил 10 классов общеобразовательной школы в 1955 году.
В армии с октября 1955 года, где по ноябрь 1957 года обучался в Качинском ВАУЛ.
В 1959 году окончил Батайское ВАУЛ. Проходил службу в строевых частях ВВС Белорусского ВО, в частности, в городском посёлке Россь (Волковысского района Гродненской области).
В апреле 1968 года — в запасе. В 1969 году оканчивает Школу лётчиков-испытателей.
В декабре 1969 года становится лётчиком-испытателем Горьковского авиационного завода (в 1984—1990 — старший лётчик-испытатель).
Проводил испытания МиГ-31, МиГ-25ПД и МиГ-29УБ.
Также испытывал серийные МиГ-21 (1969—1990), МиГ-25 (1969—1978), МиГ-31 (1977—1990), МиГ-29УБ (1985—1990).
Погиб при испытании на МиГ-29УБ 22 июня 1990 года вместе с Валерием Васильевичем Беспаловым.

## Семья
Трое детей от двух разных браков. Старшая дочь Елена (1962 года рождения) от первого и двое сыновей Сергей и Павел от второго брака.

## Награды
- Заслуженный лётчик-испытатель СССР (16.08.1985).

## Память
Похоронен на Ново-Сормовском кладбище в Нижнем Новгороде.